# Język portugalski

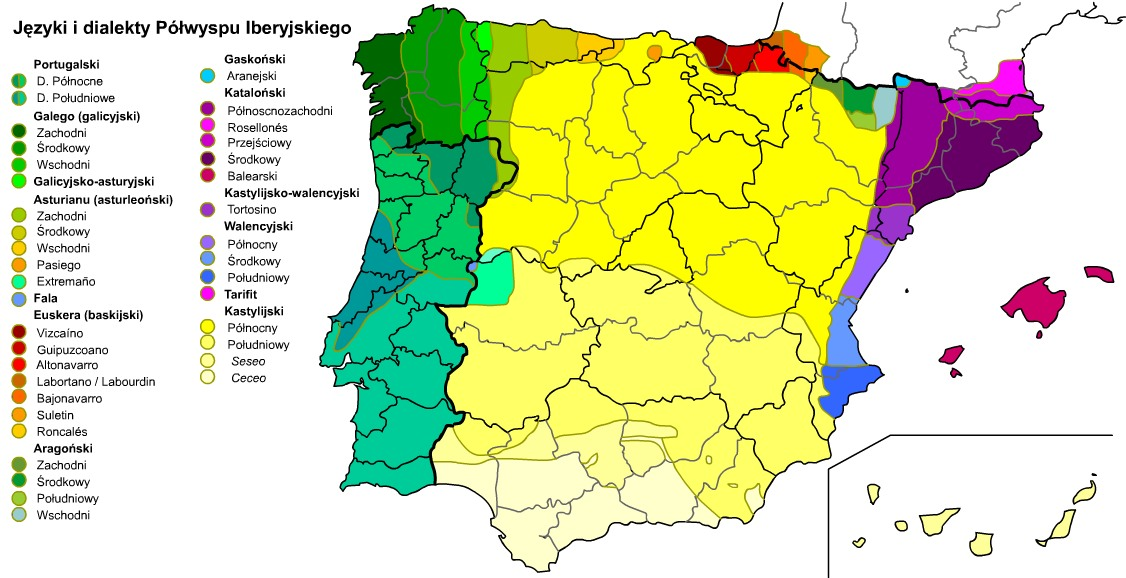
Języki i dialekty Półwyspu Iberyjskiego

Język portugalski (port. língua portuguesa, português) – język z grupy romańskiej języków indoeuropejskich, którym posługuje się ponad 250 mln osób (jako ojczystym, zaś w ogóle po portugalsku mówi ponad 270 mln osób), zamieszkujących Portugalię oraz byłe kolonie portugalskie: Brazylię, Mozambik, Angolę, Gwineę Bissau, Gwineę Równikową, Wyspy Świętego Tomasza i Książęcą, Republikę Zielonego Przylądka, Timor Wschodni oraz Makau. We wszystkich tych krajach objęty jest statusem języka urzędowego.
Językiem portugalskim mówi się także w krajach, gdzie jest pozbawiony statusu urzędowego. Są to: Stany Zjednoczone, Francja, Południowa Afryka, Wielka Brytania, Wenezuela, Kanada, Szwajcaria, Niemcy, Hiszpania, Australia, Luksemburg, Indie, Belgia, Urugwaj, Argentyna, Kuba, Sri Lanka, Bermudy, Holandia, Barbados i Irlandia.
Kraje, w których portugalski jest językiem urzędowym, współpracują ze sobą w ramach założonej w 1996 Wspólnoty Państw Portugalskojęzycznych.
Portugalski język literacki oparty jest na dialekcie północnym. Najstarsze zapisy w tym języku pochodzą z XII wieku.

## Warianty
Język portugalski występuje w dwóch usankcjonowanych standardach: brazylijskim i europejskim. Oprócz wspomnianych standardów istnieją liczne nieznormalizowane dialekty, różniące się głównie cechami wymowy.
Standard brazylijski funkcjonuje tylko w Brazylii, chociaż Brazylia ma trzy razy więcej mieszkańców niż wszystkie inne kraje portugalskojęzyczne razem wzięte. Standard europejski funkcjonuje w Portugalii i portugalskojęzycznych krajach afrykańskich (Angola, Mozambik itp.). Próby uznania portugalskiego używanego w krajach afrykańskich za trzeci oficjalny wariant języka portugalskiego nie zakończyły się dotychczas sukcesem. W wyniku tego wszelkie odrębności względem europejskiej portugalszczyzny, spotykane w mowie krajów afrykańskich, traktowane są jako typowe różnice dialektalne – nie został tu wypracowany odrębny standard. Odmienna sytuacja panuje w przypadku crioulos – wyraźnie odrębnych języków kreolskich, używanych na co dzień przez mieszkańców niektórych portugalskojęzycznych krajów afrykańskich (Republika Zielonego Przylądka, Gwinea Bissau).
Fonetyka i gramatyka standardu europejskiego opierają się na języku mówionym z Lizbony i pobliskich terenów (dlatego czasami mowa o normie lizbońskiej). Standard brazylijski ukształtował się zaś na fundamencie portugalszczyzny z regionu Rio de Janeiro (stąd norma ta jest nazywana wariantem carioca lub fluminense).

## Wymowa (wariant europejski)
Charakterystyczną cechą wymowy portugalskiej (istniejącą tylko w wariancie europejskim) jest redukcja (ścieśnienie albo skrócenie) samogłosek w sylabach nieakcentowanych. Najbardziej jest to widoczne w przypadku samogłoski e, która w sylabach nieakcentowanych praktycznie zanika. Istnieją niepotwierdzone naukowo hipotezy, że owa redukcja pojawiła się w jęz. portugalskim pod wpływem północnoafrykańskich dialektów jęz. arabskiego, które również posiadają podobną cechę.
| Litera | Wymowa | Przykład                                   |
| ------ | --- | ------------------------------------------ |
| a      | W sylabie akcentowanej jak po polsku (z wyjątkiem pozycji przed l plus inna spółgłoska, przed m i przed n)                                                             | carro (samochód)                           |
| a      | W sylabie akcentowanej przed m i przed n zbliżone do a w angielskim słowie cat, tylko krótsze.                                                                         | caminho (ścieżka)                          |
| a      | Przed l plus inna spółgłoska (zarówno w sylabie akcentowanej jak i nieakcentowanej) jak nieistniejąca w polskim tylnojęzykowa głoska, zbliżona do a w angielskim star. | alto (wysoki)                              |
| a      | W sylabie nieakcentowanej zbliżone do a w angielskim cat, tylko krótsze.                                                                                               | leva (niesie)                              |
| á      | Jak polskie a | fácil (łatwy)                              |
| â      | Zbliżone do a w angielskim cat, tylko krótsze | ânimo (kibicować)                          |
| b      | Na początku wyrazu i po spółgłosce jak polskie b | bem (dobrze), pombo (gołąb)                |
| b      | W innych pozycjach (np. pomiędzy samogłoskami) jak polskie b wymawiane z niedomkniętymi ustami                                                                         | cabeça (głowa)                             |
| c      | Przed a/o/u lub spółgłoską jak polskie k. | cultura (kultura)                          |
| c      | Przed e/i jak polskie s. | ciência (nauka)                            |
| c      | Zbitkę ch wymawia się jak polskie sz | chuva (deszcz)                             |
| d      | Na początku wyrazu i po l, n i r tak samo jak polskie d | damas (warcaby), ordem (rozkaz)            |
| d      | W innych pozycjach (np. pomiędzy samogłoskami) – jak polskie d, ale z językiem pozostającym między zębami                                                              | obrigado (dziękuję)                        |
| e      | W niektórych sylabach akcentowanych wymawiane jako e otwarte, czyli takie jak w polskim                                                                                | terra (ziemia)                             |
| e      | W innych sylabach akcentowanych wymawiane jako e zamknięte, nieistniejące w polskim, ale zbliżone do sposobu, w jaki wymawiamy e w niemieckim See, tylko krótsze       | cera (wosk)                                |
| e      | W sylabach nieakcentowanych jako e zamknięte (na początku wyrazu) lub bardzo krótkie y (w innych pozycjach)                                                            | editar (edytować), leite (mleko)           |
| é      | Jako e otwarte, czyli takie jak w polskim | céu (niebo)                                |
| ê      | Jako e zamknięte, nieistniejące w polskim, ale zbliżone do sposobu, w jaki wymawiamy e w niemieckim See, tylko krótsze                                                 | êxodo (exodus)                             |
| f      | Jak po polsku. | afastado (odległy)                         |
| g      | Przed spółgłoską lub a/o/u jak polskie g. | adega (piwnica)                            |
| g      | Przed e/i jak polskie ż. | abranger (obejmować)                       |
| g      | Gu przed a/o/u, a także w wyjątkach przed e/i (patrz niżej), jak gł.                                                                                                   | água (woda)                                |
| g      | Gu przed e/i jak polskie g. | carregue (nieść)                           |
| h      | Nieme (nie wymawia się). | hotel (hotel)                              |
| i, í   | Jak po polsku. | acústica (akustyka)                        |
| j      | Jak polskie ż. | coruja (sowa)                              |
| l      | W większości pozycji podobne do polskiego kresowego ł | hotel, aldeia (wioska)                     |
| l      | Zbitkę lh wymawia się miękko, jak rosyjskie ль. | espelho (lustro)                           |
| m      | Po samogłosce nazalizuje ją (patrz niżej). | Po samogłosce nazalizuje ją (patrz niżej). |
| m      | W przeciwnym wypadku tak, jak po polsku. | alarme (alarm)                             |
| n      | Po samogłosce nazalizuje ją (patrz niżej). | Po samogłosce nazalizuje ją (patrz niżej). |
| n      | W przeciwnym wypadku tak, jak po polsku. | nuvem (chmura)                             |
| n      | Nh wymawia się jak polskie ń/ni (jak w polskim lazania) | dinheiro (pieniądze)                       |
| o      | W niektórych sylabach akcentowanych wymawiane jako o otwarte, czyli podobne do polskiego                                                                               | pote (miska)                               |
| o      | W innych sylabach akcentowanych wymawiane jako o zamknięte, nieistniejące w jęz. polskim, które wymawia się trochę jak polskie ło                                      | senhor (pan)                               |
| o      | Nieakcentowane (z wyj. na początku słowa, gdzie nawet w sylabie nieakcentowanej jest wymawiane jako o otwarte lub zamknięte) wymawia się jak polskie u.                | temos (mamy)                               |
| o      | Zbitka literowa ou wymawiana jest zawsze jako o zamknięte, nieistniejące w jęz. polskim, które wymawia się trochę jak polskie ło                                       | pouco (mało)                               |
| ó      | Jako o otwarte, czyli takie jak w polskim | cópia (kopia)                              |
| ô      | Jako o zamknięte, nieistniejące w jęz. polskim, które wymawia się trochę jak polskie ło                                                                                | pôr (kłaść)                                |
| p      | Jak po polsku. | apertar (zacieśniać)                       |
| q      | Qu przed a/o/u, a także w wyjątkach przed e/i (patrz niżej), jak polskie kł.                                                                                           | quatro (cztery)                            |
| q      | Przed e/i qu wymawia się jak polskie k. | identifique (identyfikować)                |
| r      | Na początku wyrazu oraz rr mocno lub gardłowo jak po francusku. | rolha (korek), ferro (żelazo)              |
| r      | W pozostałych przypadkach łagodnie jak po polsku lub po japońsku. | atriz (aktorka)                            |
| s      | Po spółgłosce i na początku wyrazu jak polskie s. | absurdo (absurd)                           |
| s      | Pomiędzy samogłoskami jak polskie z. | acusar (oskarżać)                          |
| s      | Przed spółgłoską bezdźwięczną jak polskie sz. | Agosto (sierpień)                          |
| s      | Przed spółgłoską dźwięczną jak polskie ż. | desde (począwszy od)                       |
| s      | Ss wymawia się jak polskie s. | dissolver (rozpuszczać się)                |
| t      | Jak po polsku. | acidente (wypadek)                         |
| u, ú   | Jak po polsku. | agulha (igła)                              |
| v      | Jak polskie w. | ativo (aktywny)                            |
| x      | Przed spółgłoską, na początku wyrazu lub sylaby, a także w złożeniach aix/eix/ux przed samogłoską: jak polskie sz.                                                     | excelente (znakomity)                      |
| x      | Pomiędzy samogłoskami zazwyczaj jak polskie s. | próximo (następny)                         |
| x      | Wyjątkowo (głównie w wyrazach obcych) jak polskie ks. | táxi (taksówka)                            |
| x      | Ex przed samogłoską wymawia się ehz. | existir (istnieć)                          |
| z      | Na początku słowa, sylaby lub pomiędzy samogłoskami jak polskie z. | azul (niebieski)                           |
| z      | Przed spółgłoską jak polskie ż lub sz, zależnie, czy dźwięczna, czy bezdźwięczna.                                                                                      | o feliz gato (szczęśliwy kot)              |

### Wyjątki
Wymawiane u: Normalnie gue, gui, que, qui wymawiamy odpowiednio ge, gi, ke, ki. Czasami jednak geneza wyrazu nakazuje wymawiać u w takim złożeniu.
Przykład: lingua (język) > linguista (lingwista)
W niektórych wyrazach e wymawia się prawie jak a.
Przykłady: azenha (młyn wodny), lenha (drewno opałowe)

### Znaki diakrytyczne

#### Akut(agudo) (´)
Otwiera samogłoskę i nadaje akcent wyrazowy. Zatem á, é, í, ó, ú wymawia się tak, jak polskie a, e, i, o, u.

#### Cedylla(cedilha) (¸)
Tylko w postaci ç; wymawia się jak polskie s.

#### Cyrkumfleks(circunflexo) (ˆ)
Zamyka samogłoskę a lub e i nadaje akcent wyrazowy. Pozostałe samogłoski nie zamykają się, nie przyjmują więc cyrkumfleksu.
â, ê, ô

#### Grawis(grave) (`)
Tego znaku używa się w skróconej formie, w której przyimek a łączy się z przedimkiem lub zaimkiem, np.:
- a + a = à,
- a + as = às,
- a + aquilo = àquilo.
- a + aquele = àquele.
- a + aquela = àquela.

#### Tylda(til) (˜)
Nasalizuje samogłoskę.

#### Diereza(trema) (¨)
Oddziela dwie samogłoski, zapobiegając powstaniu dyftongu. Tylko w brazylijskim.
Usunięte w wyniku reformy ortograficznej podpisanej w roku 1990, a wprowadzonej w 2009, mającej na celu ujednolicenie normy europejskiej i brazylijskiej.

## Podstawowe różnice między normą brazylijską a europejską
Norma brazylijska różni się znacznie od normy europejskiej. Różnice obejmują:
a) wymowę
W wariancie brazylijskim, w przeciwieństwie do europejskiego, nie występuje redukcja samogłosek w sylabach nieakcentowanych (dla przykładu, słowo distante w Portugalii wymawia się jak [dɨʃtɐ̃tɨ] lub nawet [dʃtɐ̃t], a w Brazylii [dʒistɐ̃tʃi]). W wyniku tego ma się wrażenie, że wymowa brazylijska jest bardziej miękka i melodyjna.
Inne różnice w wymowie:
| Litera | Wymowa | Przykład                                      |
| ------ | --- | --------------------------------------------- |
| d      | W złożeniach de, di wymawiane jak polskie dzi. | direito, (prawo, prosty) desde (począwszy od) |
| l      | Na końcu wyrazu wymawiane ł. (przedniojęzykowe w Portugalii, wargowe w Brazylii).                                                                                                  | mal (źle, zło), Brasil (Brazylia)             |
| l      | Sekwencja li staje się palatalizowana tak samo jak lh. | sandália (sandał), literatura (literatura)    |
| n      | Sekwencja „ni” zostaje palatalizowana tak samo jak ń/ni w języku polskim. | Polônia (Polska), Sônia (Sonia)               |
| n      | Sekwencja nh staje się aproksymacją podniebienną, a następnie nosuje poprzedzającą samogłoskę, podobnie jak państwo.                                                               | sonho (sen)                                   |
| r      | Forma mocna (r na początku wyrazu lub rr) zwykle wymawiana gardłowo. W Brazylii dźwięk zbliżony do polskiego h. Na końcu wyrazu bywa wymawiane gardłowo lub pomijane.              | rolha (korek), ferro (żelazo)                 |
| s      | Na końcu wyrazu i przed spółgłoskami może być wymawiana sz (jak w europejskim portugalskim) lub s (zależy to od regionu – np. w Rio de Janeiro wymawia się sz, a w São Paulo – s). | Agosto (sierpień), desde (począwszy od)       |
| t      | W złożeniach te, ti wymawiane jak polskie ci. | tímido (nieśmiały), gente (ludzie)            |
| z      | Na końcu wyrazu może być wymawiana sz lub ż (jak w europejskim portugalskim) lub s (zależy to od regionu – np. w Rio de Janeiro wymawia się sz, a w São Paulo – s).                | o feliz gato (szczęśliwy kot)                 |

b) słownictwo
Brazylijski portugalski jest wzbogacony szeregiem słów i zwrotów z języków brazylijskich Indian i byłych niewolników z zachodniej Afryki. Istnieją też znaczne różnice w słownictwie potocznym (np. autobus w Brazylii to ônibus, a w Portugalii autocarro, lody to w Brazylii sorvete, a w Portugalii gelado, itp.). W Brazylii jest też więcej zapożyczeń z języka angielskiego.
c) gramatykę
Różnic gramatycznych nie jest wiele. Zasady użycia i umieszczania w zdaniu zaimków w brazylijskim portugalskim są prostsze niż w europejskim. Inne istotne modyfikacje gramatyczne istniejące w wariancie brazylijskim to omijanie rodzajnika przed zaimkiem dzierżawczym (w Brazylii meu carro, w Portugalii o meu carro) i używanie form czasownikowych trzeciej osoby liczby pojedynczej zamiast drugiej (ty mówisz to w Brazylii Você fala, w Portugalii tu falas)
d) ortografię
Różnice ortograficzne są niewielkie (np. wspaniale w Brazylii pisze się ótimo, a w Portugalii óptimo). Cyrkumfleks (^) jest używany znacznie częściej niż w Portugalii. (np. vôo zamiast voo (lot)). W wyrazach z gue, gui, que i qui, gdzie u jest wymawiane, oznacza się je przez diaeresis (¨): lingüista zamiast linguista.
W styczniu 2009 w języku portugalskim wprowadzono reformę ortograficzną mającą na celu zbliżenie pisowni do wymowy i zmniejszenie różnic ortograficznych pomiędzy normą europejską i brazylijską (ale nie ich całkowite wyeliminowanie, które jest niemożliwe z powodu różnic fonetycznych pomiędzy obiema normami). Reforma polegała na usunięciu niektórych niemych spółgłosek, alfabet natomiast wzbogacił się o nowe litery: k, w, y. W niektórych słowach przestano zaznaczać akcent wyrazowy. Wprowadzenie reformy w życie potrwa kilkanaście lat, w chwili obecnej uznawane za poprawne są obie ortografie (stara i nowa).

## Wyrazy pochodzenia arabskiego
W języku portugalskim występuje znaczna liczba wyrazów pochodzenia arabskiego. Większość z nich zaczyna się na al, a w mniejszej ilości także na ar, az.
Przykłady: albufeira (zatoka), Algarve (nazwa regionu w Portugalii), azeitona (oliwka)